# Beaucourt-en-Santerre
Pour les articles homonymes, voir Beaucourt (homonymie) et Santerre (homonymie).
Beaucourt-en-Santerre est une commune française située dans le département de la Somme en région Hauts-de-France.

## Géographie

### Localisation
Beaucourt-en-Santerre est un village picard de l'Amiénois et de la région naturelle du Santerre.
À vol d'oiseau, la commune est située à 8 km au nord-est de Moreuil , 9 km au sud-ouest de Rosières-en-Santerre, 10 km au sud-est de Villers-Bretonneux, 14 km au sud-est de Corbie, 16 km au nord de Montdidier, 18 km au nord-ouest de Roye et à 24 km au sud-est d'Amiens.
Le territoire de la commune est limitrophe de ceux de six communes.
Les communes limitrophes sont Ignaucourt, Cayeux-en-Santerre, Démuin, Fresnoy-en-Chaussée, Mézières-en-Santerre et Le Quesnel.

### Géologie et relief
Le sol et le sous-sol de la commune sont issus de formations tertiaire et quaternaire. Il est composé de couches argileuses, le limon des plateaux qui recouvre des couches de craie blanche et marneuse.
Le paysage dominant est celui du plateau du Santerre coupée du nord au sud par la vallée Floquet, à l'est du village. Deux autres vallons l'un, à l'est, venant du Quesnel ; l'autre, au nord-ouest, le vallon des Berlandins et la vallée Saint-Martin. Le point le plus élevé de la commune culmine à 97 mètres.

### Hydrographie
La commune est située dans le bassin Artois-Picardie. Elle n'est drainée par aucun cours d'eau.

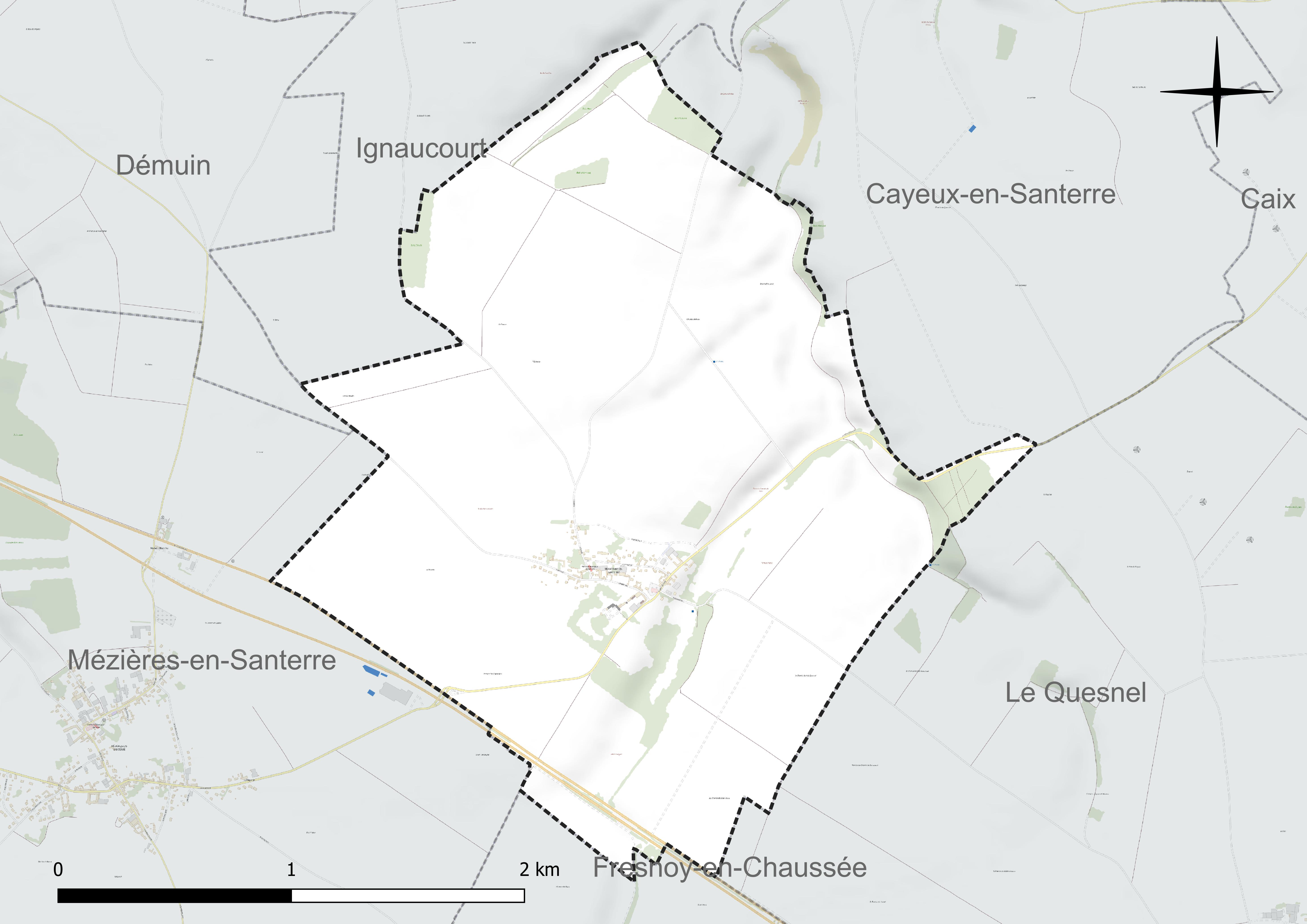
Réseau hydrographique de Beaucourt-en-Santerre.

### Climat
Pour des articles plus généraux, voir Climat des Hauts-de-France et Climat de la Somme.
En 2010, le climat de la commune est de type climat océanique dégradé des plaines du Centre et du Nord, selon une étude du CNRS s'appuyant sur une série de données couvrant la période 1971-2000. En 2020, Météo-France publie une typologie des climats de la France métropolitaine dans laquelle la commune est exposée à un climat océanique et est dans la région climatique Nord-est du bassin Parisien, caractérisée par un ensoleillement médiocre, une pluviométrie moyenne régulièrement répartie au cours de l'année et un hiver froid (3 °C).
Pour la période 1971-2000, la température annuelle moyenne est de 10,2 °C, avec une amplitude thermique annuelle de 14,4 °C. Le cumul annuel moyen de précipitations est de 684 mm, avec 11,2 jours de précipitations en janvier et 8,4 jours en juillet. Pour la période 1991-2020, la température moyenne annuelle observée sur la station météorologique la plus proche, située sur la commune de Rouvroy-en-Santerre à 9 km à vol d'oiseau, est de 10,8 °C et le cumul annuel moyen de précipitations est de 635,8 mm,. Pour l'avenir, les paramètres climatiques de la commune estimés pour 2050 selon différents scénarios d'émission de gaz à effet de serre sont consultables sur un site dédié publié par Météo-France en novembre 2022.

## Urbanisme

### Typologie
Au 1er janvier 2024, Beaucourt-en-Santerre est catégorisée commune rurale à habitat dispersé, selon la nouvelle grille communale de densité à sept niveaux définie par l'Insee en 2022.
Elle est située hors unité urbaine. Par ailleurs la commune fait partie de l'aire d'attraction d'Amiens, dont elle est une commune de la couronne,. Cette aire, qui regroupe 369 communes, est catégorisée dans les aires de 200 000 à moins de 700 000 habitants,.

### Occupation des sols
L'occupation des sols de la commune, telle qu'elle ressort de la base de données européenne d'occupation biophysique des sols Corine Land Cover (CLC), est marquée par l'importance des territoires agricoles (100 % en 2018), une proportion identique à celle de 1990 (100 %). La répartition détaillée en 2018 est la suivante : 
terres arables (86 %), zones agricoles hétérogènes (14 %). L'évolution de l'occupation des sols de la commune et de ses infrastructures peut être observée sur les différentes représentations cartographiques du territoire : la carte de Cassini (XVIIIe siècle), la carte d'état-major (1820-1866) et les cartes ou photos aériennes de l'IGN pour la période actuelle (1950 à aujourd'hui).

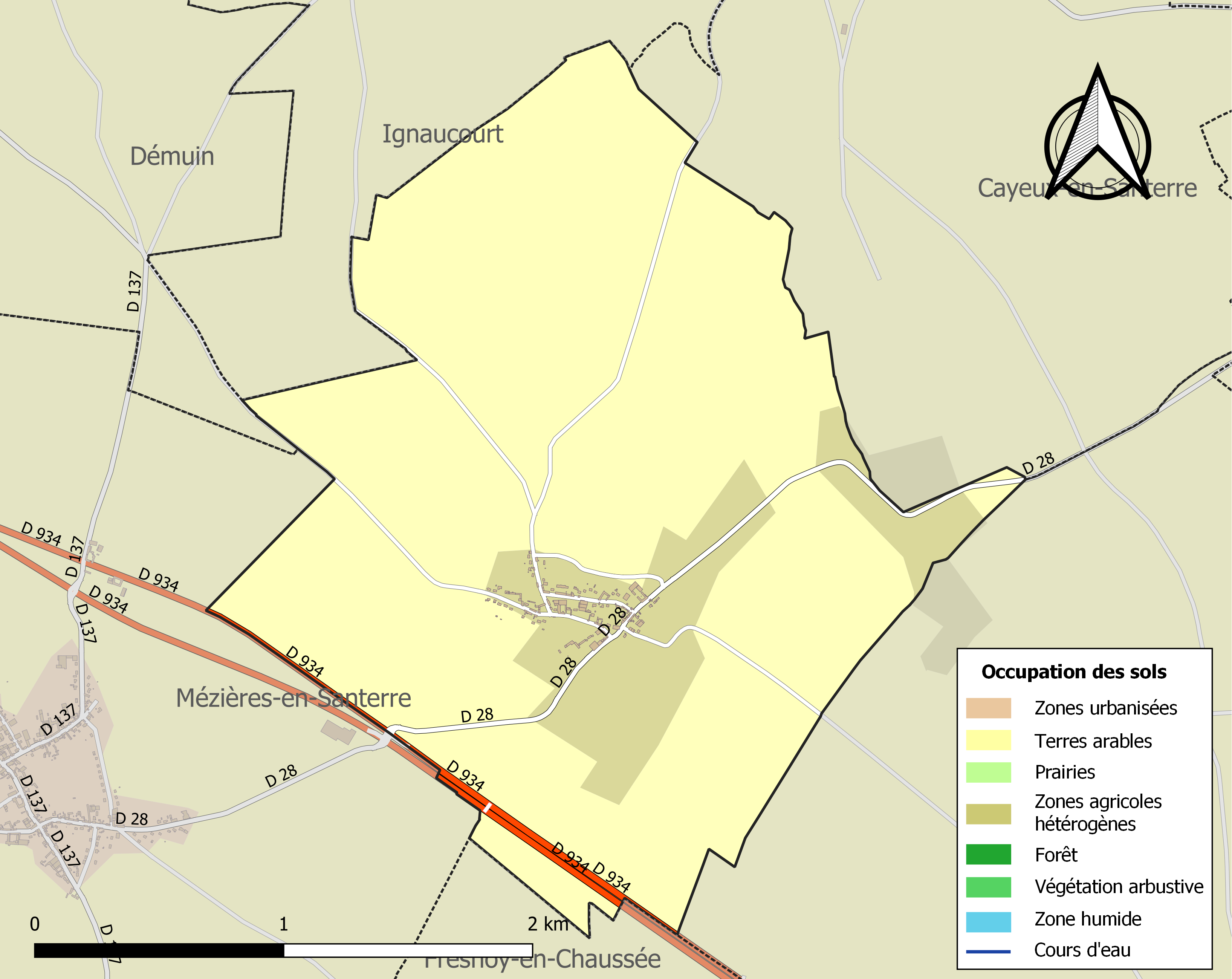
Carte des infrastructures et de l'occupation des sols de la commune en 2018 (CLC).

### Habitat
La commune présente un habitat groupé.

### Voies de communication et transports
Le village de Beaucourt-en-Santerre est situé à proximité de la route départementale 934 reliant Amiens à Roye. Il est bâti sur la route départementale 28 reliant Moreuil à Caix.

#### Voies de communication et transports
La localité est desservie par les lignes d'autocars du réseau Trans'80, Hauts-de-France, tous les jours sauf le dimanche et les jours fériés (ligne no 40, Roye - Hangest-en-Santerre - Amiens).

## Toponymie
Plusieurs formes désignent Beaucourt, dans les textes anciens : Boecort en 1301, Boncourt en 1567, Baucourt en 1638, Beaucourt en 1763.
Beaucourt est un terme de formation germano-romane. Le suffixe « court », dérive du terme latin Curtis désignant une cour de ferme, une ferme puis un village. Le préfixe « Beau » serait dérivé du nom d'un des propriétaires germaniques après les Invasions barbares des Ve siècle et VIe siècle.
Le Santerre est une région naturelle de France située au cœur de la Picardie, et de l'actuelle région Hauts-de-France.

## Histoire

### Antiquité
Un vicus romain se trouvait sur l'espace situé entre Beaucourt, Mézières et Fresnoy-en-Chaussée, le long de la via Agrippa, voie romaine reliant Lugdunum (Lyon) à Portus Itius (Boulogne-sur-Mer) par Augusta Suessionum (Soissons) et Samarobriva (Amiens).
Une station gallo-romaine était située au sud du territoire communal où furent retrouvés des vestiges et des pièces de monnaie. Il s'agirait peut-être du vicus de Setucis indiqué sur la Table de Peutinger entre Rodium et Samarobriva.

### Moyen Âge
Un château fort gardait la passage de l'ancienne voie romaine réutilisée au Moyen Âge.

### Époque moderne
De 1636 à 1653, le territoire de la commune subit les exactions des armées espagnoles. La paix des Pyrénées de 1659 permit une stabilité de l'habitat.

### Époque contemporaine
- Les cosaques traversèrent le village en 1814-1815[8].
- Cinq jeunes gens de la commune combattirent pendant la guerre franco-allemande de 1870[8].
- Le village a été dévasté pendant plusieurs batailles de la Première Guerre mondiale, ce qui a motivé sa citation à l'ordre de l'armée en septembre 1919. Il a été décoré de la Croix de guerre 1914-1918 le 3 novembre 1920[23].

## Politique et administration

### Rattachements administratifs et électoraux
La commune se trouve dans l'arrondissement de Montdidier du département de la Somme. Pour l'élection des députés, elle fait partie depuis 2012 de la quatrième circonscription de la Somme.
Elle fait partie depuis 1801 du canton de Moreuil, qui a été modifié et agrandi dans le cadre du redécoupage cantonal de 2014 en France.

### Intercommunalité
La commune était membre de la communauté de communes du canton de Moreuil, créée par un arrêté préfectoral du 4 décembre 1992 et renommée communauté de communes Avre Luce Moreuil (CCALM) par arrêté préfectoral du 6 mai 1996.
Dans le cadre des dispositions de la loi portant nouvelle organisation territoriale de la République du 7 août 2015, qui prévoit que les établissements publics de coopération intercommunale (EPCI) à fiscalité propre doivent avoir un minimum de 15 000 habitants, la préfète de la Somme propose en octobre 2015 un projet de nouveau schéma départemental de coopération intercommunale (SDCI) prévoyant la réduction de 28 à 16 du nombre des intercommunalités à fiscalité propre du département.
Après des hypothèses de regroupement des communautés de communes du Grand Roye (CCGR), du canton de Montdidier (CCCM), du Santerre et d'Avre, Luce et Moreuil, la préfète dévoile en octobre 2015 son projet qui prévoit la « des communautés de communes d'Avre Luce Moreuil et du Val de Noye », le nouvel ensemble de 22 440 habitants regroupant 49 communes,. À la suite de l'avis favorable des intercommunalités et de la commission départementale de coopération intercommunale en janvier 2016 puis des conseils municipaux et communautaires concernés, la fusion est établie par un arrêté préfectoral du 22 décembre 2016, qui prend effet le 1er janvier 2017.
La commune est donc désormais membre de la communauté de communes Avre Luce Noye (CCALN).

### Liste des maires
| Période                                  | Période                      | Identité       | Étiquette | Qualité                         |
| ---------------------------------------- | ---------------------------- | -------------- | --------- | ------------------------------- |
| Les données manquantes sont à compléter. |                              |                |           |                                 |
| mars 2001                                | En cours (au 5 juillet 2020) | Hubert Capelle |           | Réélu pour le mandat 2020-2026, |

## Démographie
Les habitants de la commune sont appelés les Beaucourtois.

L'évolution du nombre d'habitants est connue à travers les recensements de la population effectués dans la commune depuis 1793. Pour les communes de moins de 10 000 habitants, une enquête de recensement portant sur toute la population est réalisée tous les cinq ans, les populations de référence des années intermédiaires étant quant à elles estimées par interpolation ou extrapolation. Pour la commune, le premier recensement exhaustif entrant dans le cadre du nouveau dispositif a été réalisé en 2008.

En 2022, la commune comptait 164 habitants, en évolution de −9,89 % par rapport à 2016 (Somme : −1,26 %, France hors Mayotte : +2,11 %).
| 1793 | 1800 | 1806 | 1821 | 1831 | 1836 | 1841 | 1846 | 1851 |
| ---- | ---- | ---- | ---- | ---- | ---- | ---- | ---- | ---- |
| 342  | 311  | 317  | 330  | 329  | 360  | 362  | 396  | 371  |

| 1856 | 1861 | 1866 | 1872 | 1876 | 1881 | 1886 | 1891 | 1896 |
| ---- | ---- | ---- | ---- | ---- | ---- | ---- | ---- | ---- |
| 368  | 333  | 322  | 323  | 315  | 288  | 282  | 257  | 227  |

| 1901 | 1906 | 1911 | 1921 | 1926 | 1931 | 1936 | 1946 | 1954 |
| ---- | ---- | ---- | ---- | ---- | ---- | ---- | ---- | ---- |
| 172  | 192  | 182  | 130  | 109  | 108  | 107  | 120  | 100  |

| 1962 | 1968 | 1975 | 1982 | 1990 | 1999 | 2006 | 2008 | 2013 |
| ---- | ---- | ---- | ---- | ---- | ---- | ---- | ---- | ---- |
| 86   | 83   | 84   | 82   | 101  | 114  | 162  | 176  | 185  |

| 2018 | 2022 | - | - | - | - | - | - | - |
| ---- | ---- | - | - | - | - | - | - | - |
| 171  | 164  | - | - | - | - | - | - | - |

## Économie

### Activités économiques et de services
L'activité dominante de la commune reste l'agriculture.

## Culture locale et patrimoine

### Lieux et monuments
- L'église Saint-Pierre des XVIIe et XIXe siècles.

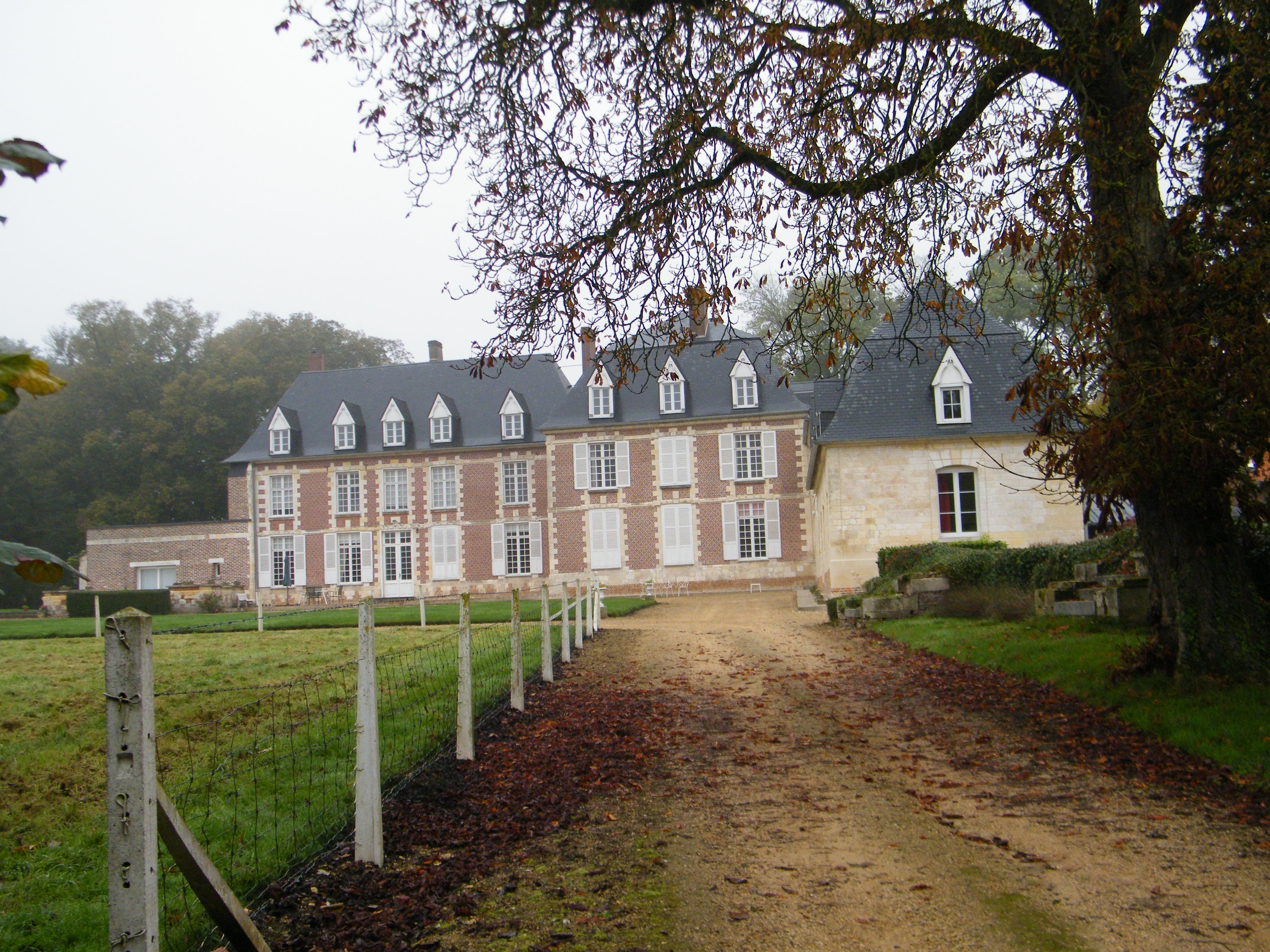
Château.
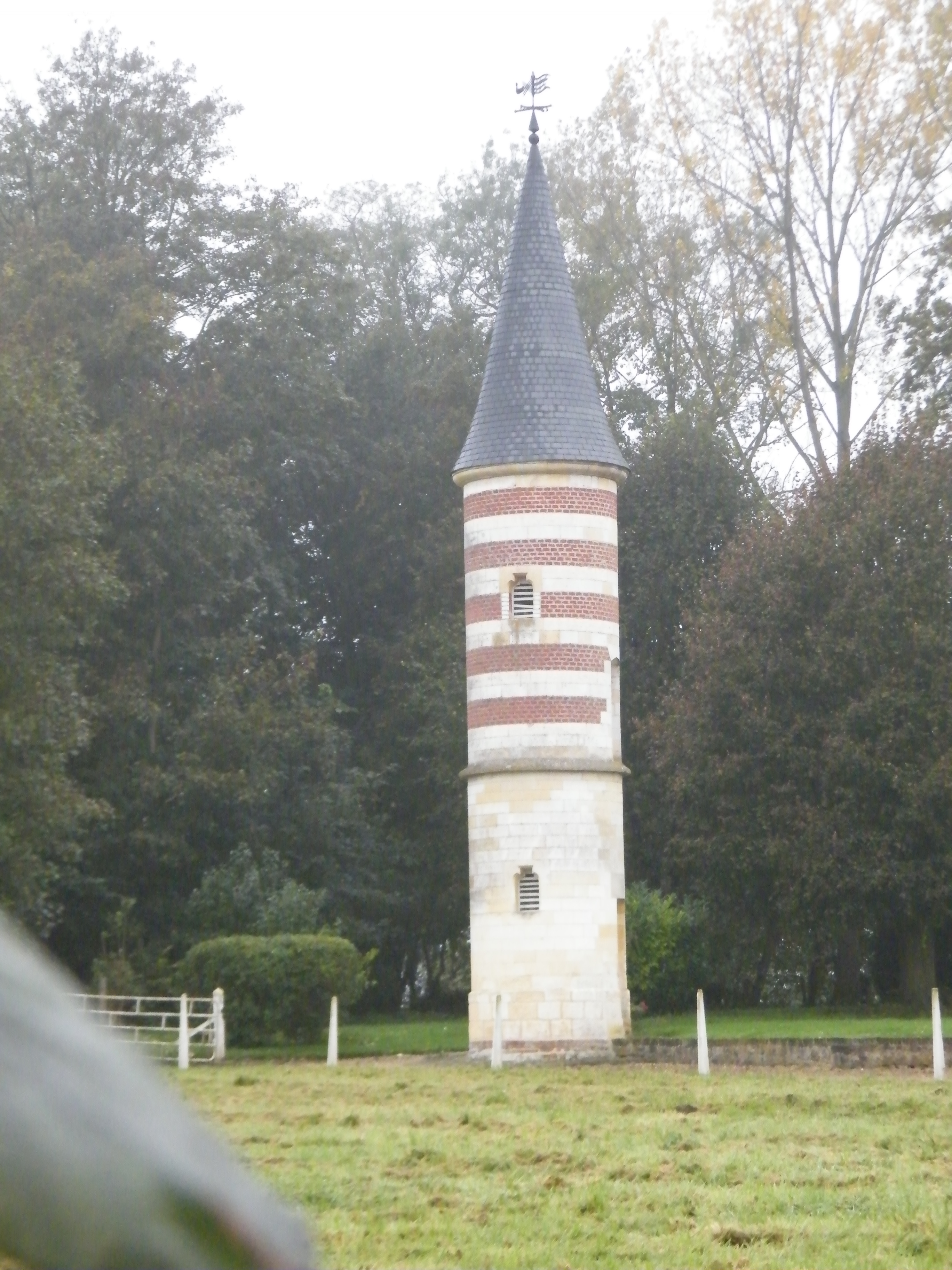
Tour devant le château.
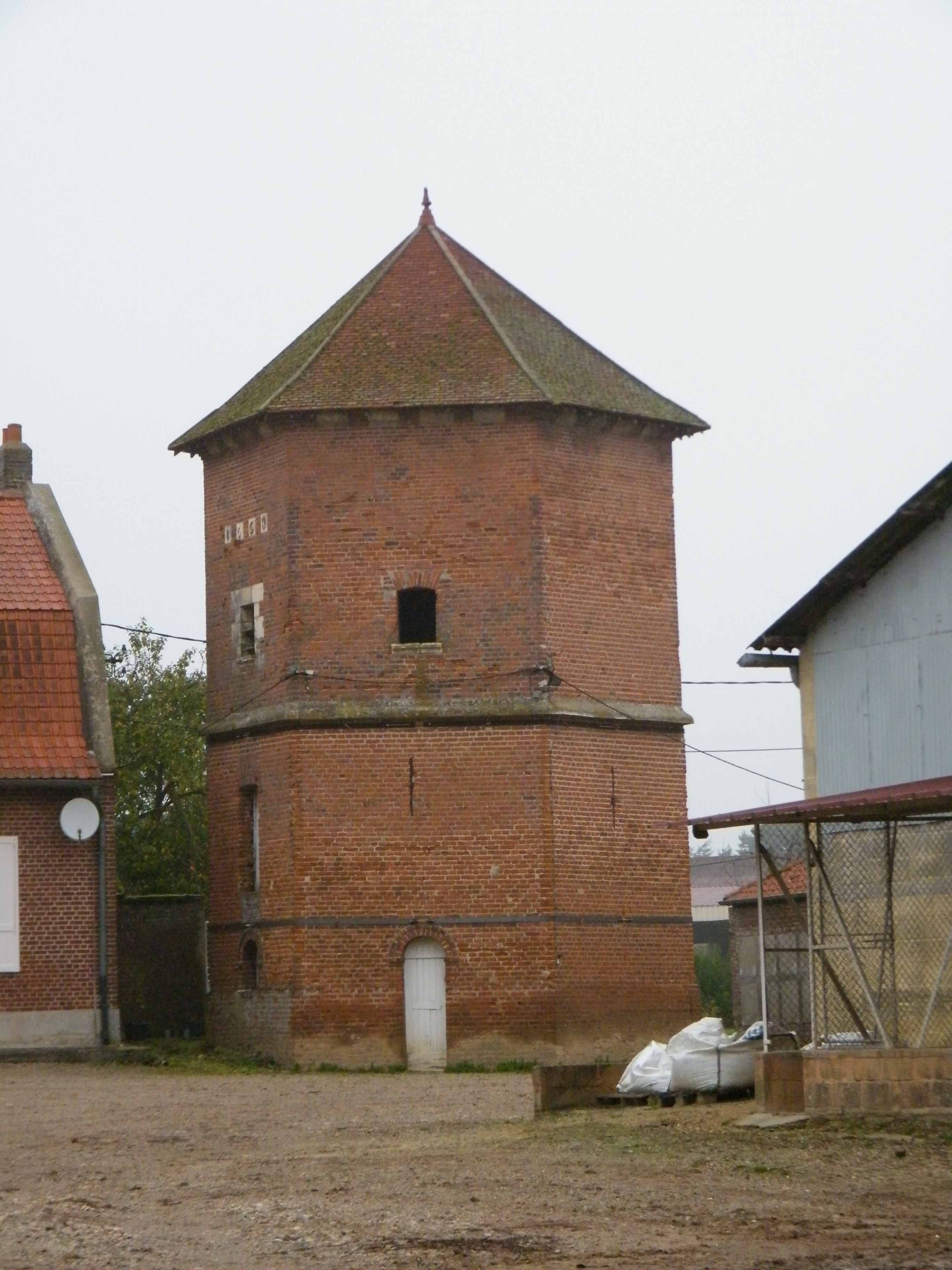
Colombier de la ferme du château.
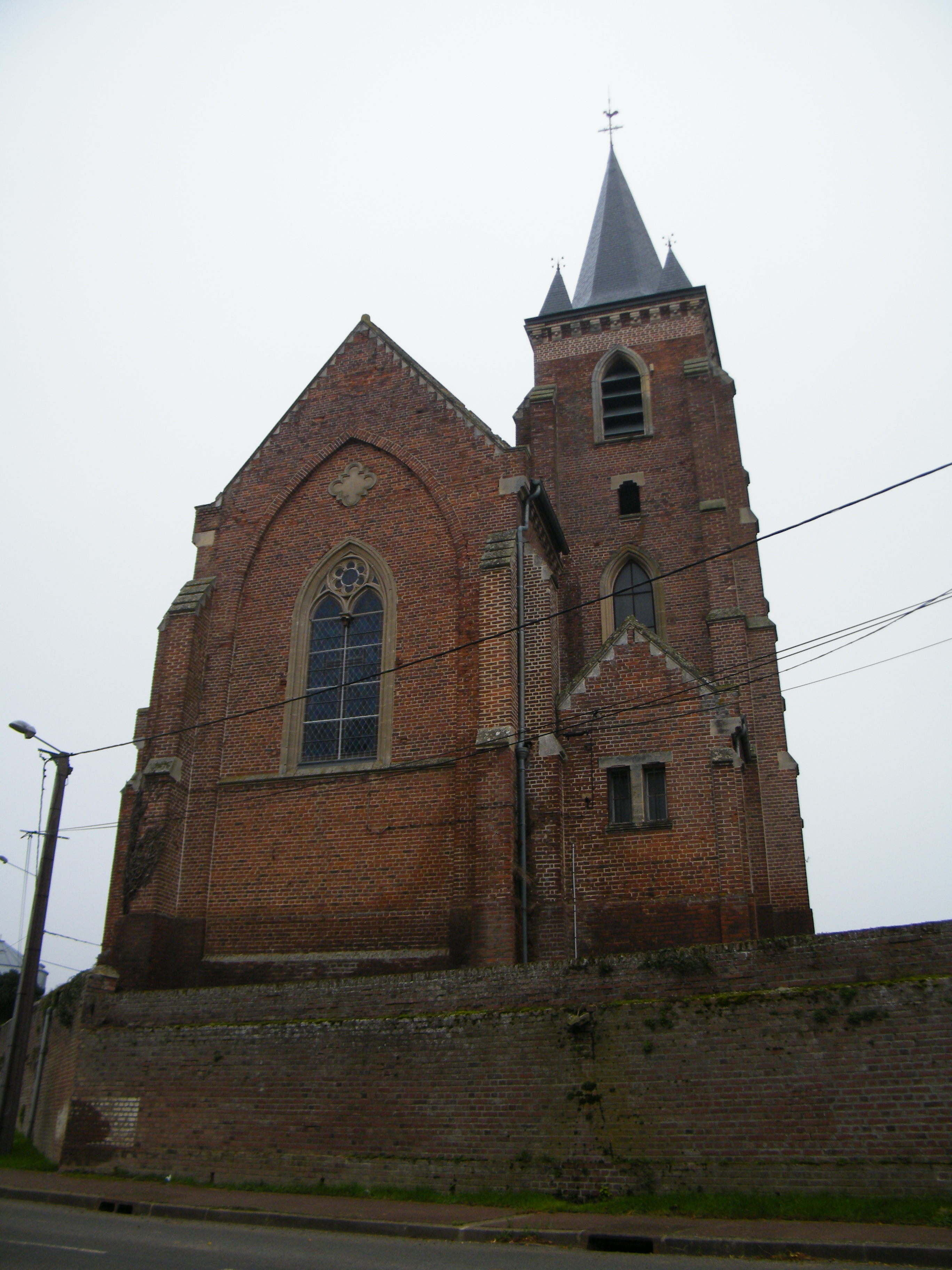
Eglise Saint-Pierre.
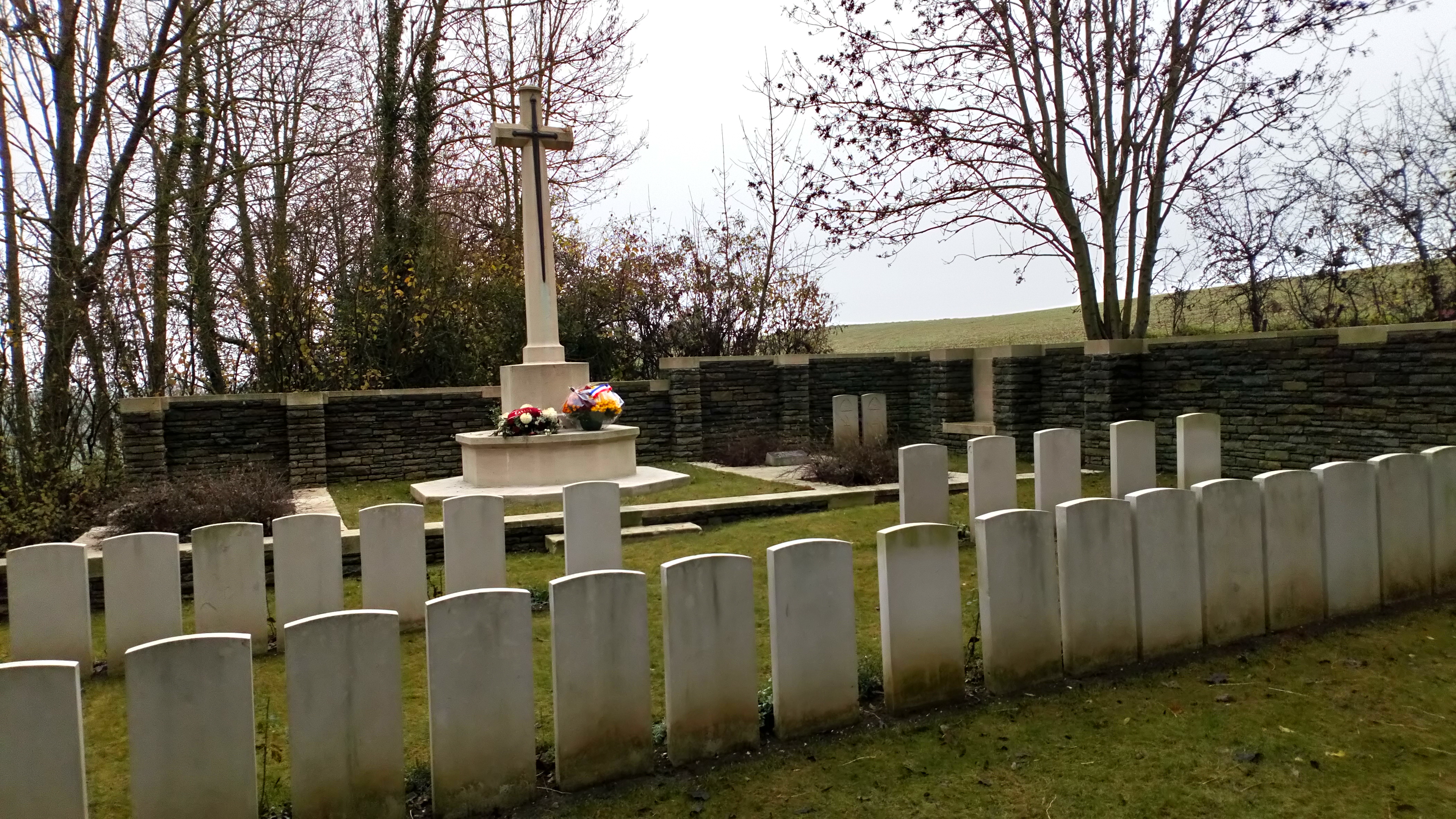
Cimetière militaire britannique.

- Le château ayant appartenu à des conseillers du roi de France.
- Le colombier du château porte la date de 1660 sur ses murs. Il renferme 960 boulins servant de nichoirs aux pigeons. La charpente en chêne est recouverte de tuiles en terre cuite fabriquées sur mesure[37].

### Personnalités liées à la commune
- Le 4 juin 1916, pendant la Première Guerre mondiale, le président de la République Raymond Poincaré visita l'état-major du Xe corps d'armée, alors installé au château de Beaucourt-en-Santerre[38],[39],[40].

## Pour approfondir